# Michel Montignac
Michel Montignac (Angoulême, 19 september 1944 – Annemasse, 22 augustus 2010) was een Frans schrijver en wetenschapper. Hij is vooral bekend vanwege zijn vermageringskuur, het Montignac-dieet.

## Biografie
Montignac was als kind zwaarlijvig, net als zijn vader. Hij studeerde eerst politieke wetenschappen en specialiseerde zich toen in psychologie. Een tijdlang was hij actief in de internationale farmaceutica. In de jaren 80 besloot hij onderzoek te doen naar zijn gewichtsprobleem en zocht naar een gezonde manier van diëten. Hij vond een nieuwe methode waarbij hij in drie maanden tijd meer dan 15 kilo verloor, zonder calorieën te tellen.
In 1986 bracht hij zijn eerste boek uit, dat meteen een succes werd. Zijn bekendste boek, "Je mange, donc je maigris!" ("Ik eet, dus ik val af") (1987) werd in 45 landen verkocht, in 26 talen vertaald en ging 18 miljoen keer over de toonbank.
Eind jaren 90 was Montignac zo beroemd geworden dat het werkwoord "Montignaccen" een tijd lang een veelgebruikt woord werd. Vader Abraham nam in 1997 zelfs een single op die "Met zijn allen Montignaccen" heette.
Montignac overleed op 65-jarige leeftijd in een kliniek in Annemasse aan prostaatkanker. Zijn dochter Sybille is diëtiste.

## Robert Atkins
De Amerikaanse eetgoeroe Robert Atkins beschouwde Michel Montignac als een meelifter op zijn succes. Want Montignac propageerde onder eigen naam in 1986, Atkins' voedingsmethode uit 1972.